# قائمة البعثات الدبلوماسية في اليابان

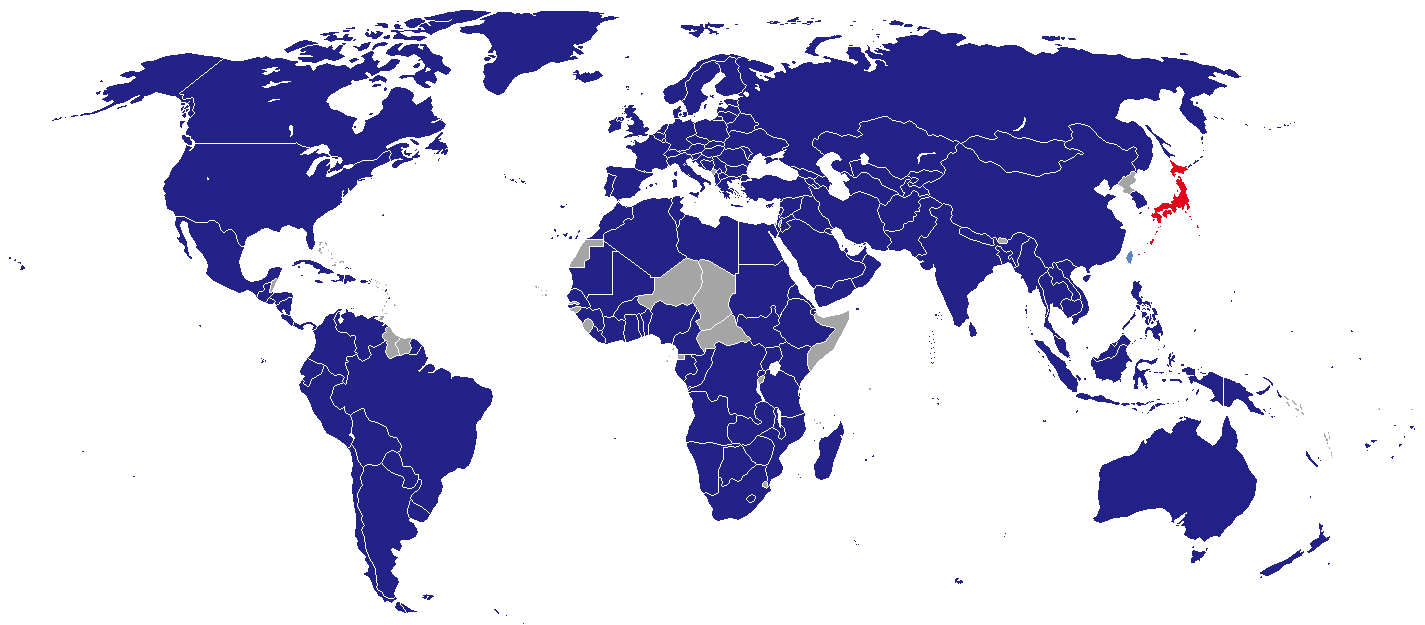
خريطة البعثات الدبلوماسية في اليابان

هذه قائمة بالبعثات الدبلوماسية في اليابان. حاليا، تستضيف العاصمة طوكيو 152 سفارة. دول قليلة أخرى لها سفارات غير مقيمة في بكين وفي عواصم أخرى. هذه القائمة لا تشمل القنصليات الفخرية.

## السفارات
طوكيو
| - أفغانستان - ألبانيا - الجزائر - أنغولا - الأرجنتين - أرمينيا - أستراليا - النمسا - أذربيجان - البحرين - بنغلاديش - بيلاروس - بلجيكا - بليز - بنين - بوليفيا - البوسنة والهرسك - بوتسوانا - البرازيل - بروناي - بلغاريا - بوركينا فاسو - كمبوديا - الكاميرون - كندا - تشيلي - الصين - كولومبيا - جمهورية الكونغو - جمهورية الكونغو الديمقراطية - كوستاريكا - كرواتيا - كوبا - جمهورية التشيك - الدنمارك - جيبوتي - جمهورية الدومينيكان - تيمور الشرقية - الإكوادور | - مصر - السلفادور - إرتريا - إستونيا - إثيوبيا - فيجي - فنلندا - فرنسا - الغابون - جورجيا - ألمانيا - غانا - اليونان - غواتيمالا - غينيا - هايتي - الفاتيكان - هندوراس - المجر - آيسلندا - الهند - إندونيسيا - إيران - العراق - جمهورية أيرلندا - إسرائيل - إيطاليا - ساحل العاج - جامايكا - الأردن - كازاخستان - كينيا - كوسوفو - الكويت - قرغيزستان - لاوس - لاتفيا - لبنان - ليسوتو | - ليبيريا - ليبيا - ليتوانيا - لوكسمبورغ - مدغشقر - ماليزيا - مالاوي - جزر المالديف - مالي - جزر مارشال - موريتانيا - المكسيك - ولايات ميكرونيسيا المتحدة - مولدوفا - منغوليا - المغرب - موزمبيق - ميانمار - ناميبيا - نيبال - هولندا - نيوزيلندا - نيكاراغوا - نيجيريا - مقدونيا - النرويج - عُمان - باكستان - بالاو - بنما - بابوا غينيا الجديدة - باراغواي - بيرو - الفلبين - بولندا - البرتغال - قطر - رومانيا - روسيا | - رواندا - ساموا - سان مارينو - السعودية - السنغال - صربيا - سنغافورة - سلوفاكيا - سلوفينيا - جنوب إفريقيا - كوريا الجنوبية - إسبانيا - سريلانكا - السودان - السويد - سويسرا - سوريا - طاجيكستان - تنزانيا - تايلاند - توغو - تونغا - تونس - تركيا - تركمانستان - أوغندا - أوكرانيا - الإمارات العربية المتحدة - المملكة المتحدة - الولايات المتحدة - الأوروغواي - أوزبكستان - فنزويلا - فيتنام - اليمن - زامبيا - زيمبابوي |

## مكاتب تمثيلية
- الاتحاد الأوروبي (وفد)
- كوريا الشمالية (تشونغريون)

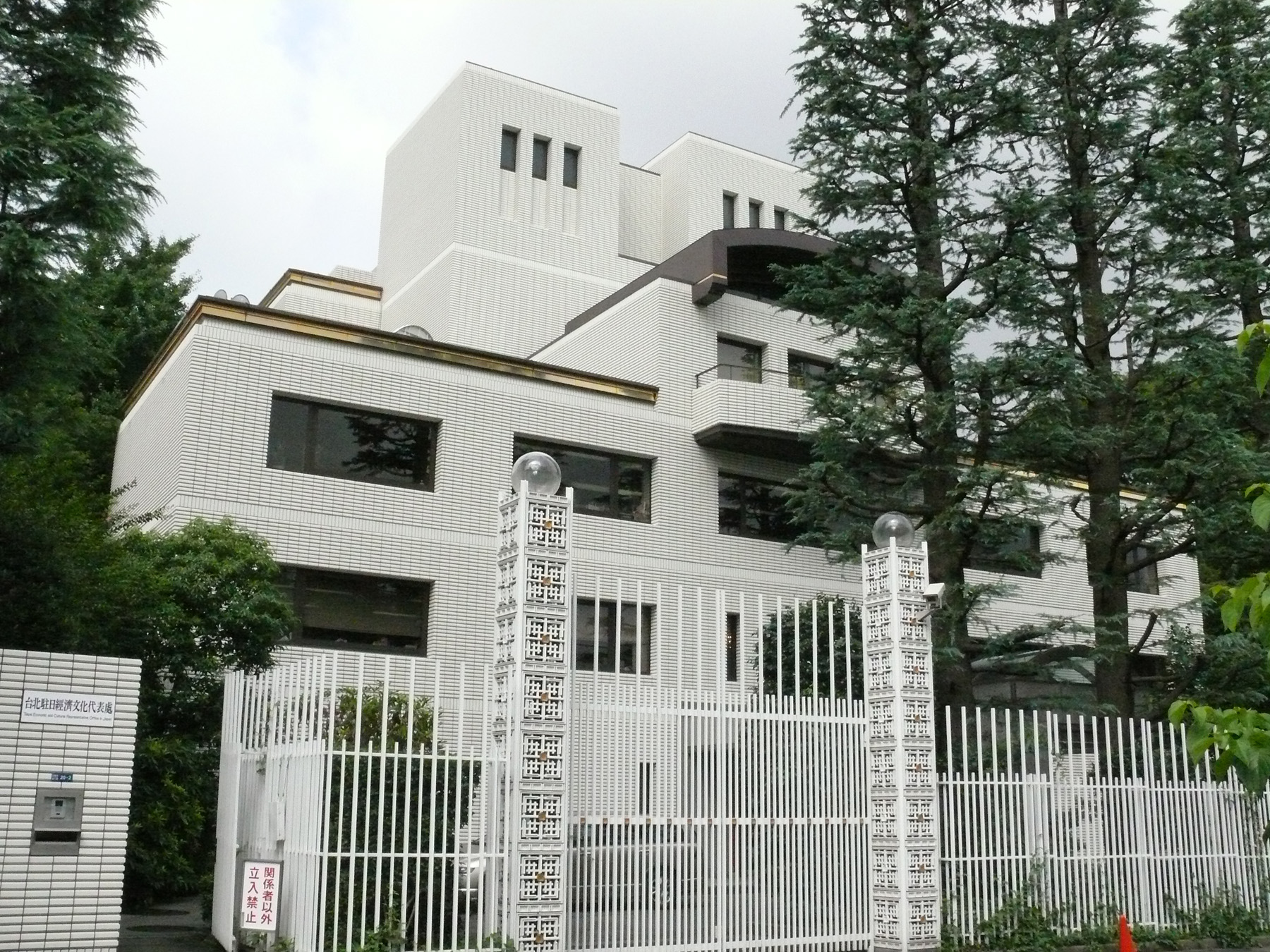
رابطة العلاقات بين تايوان واليابان في طوكيو

- فلسطين ( سفارة / البعثة العامة الدائمة)
- تايوان ( مكتب الممثل الاقتصادي والثقافي في تايبيه في اليابان ) [1]

## القنصليات العامة / القنصليات
فوكوكا
- أستراليا
- الصين
- كوريا الجنوبية
- تايوان (فرع فوكوكا، مكتب تايبيه الاقتصادي والثقافي في أوساكا)
- تايلاند
- الولايات المتحدة (القنصلية)
- فيتنام

هاماماتسو
- البرازيل

هيروشيما
- كوريا الجنوبية

كوبي
- بنما
- كوريا الجنوبية

كيوتو
- فرنسا

ناغازاكي
- الصين

ناغويا
- البرازيل
- كندا (القنصلية)
- الصين
- بيرو
- كوريا الجنوبية
- تركيا
- الولايات المتحدة (القنصلية)

ناها
- تايوان (فرع ناها، مكتب تايبيه الاقتصادي والثقافي في اليابان)
- الولايات المتحدة

نيجاتا
- الصين
- روسيا
- كوريا الجنوبية

أوساكا
- أستراليا
- الصين
- ألمانيا
- الهند
- إندونيسيا
- إيطاليا
- منغوليا
- هولندا
- باكستان (القنصلية)
- الفلبين
- روسيا
- كوريا الجنوبية

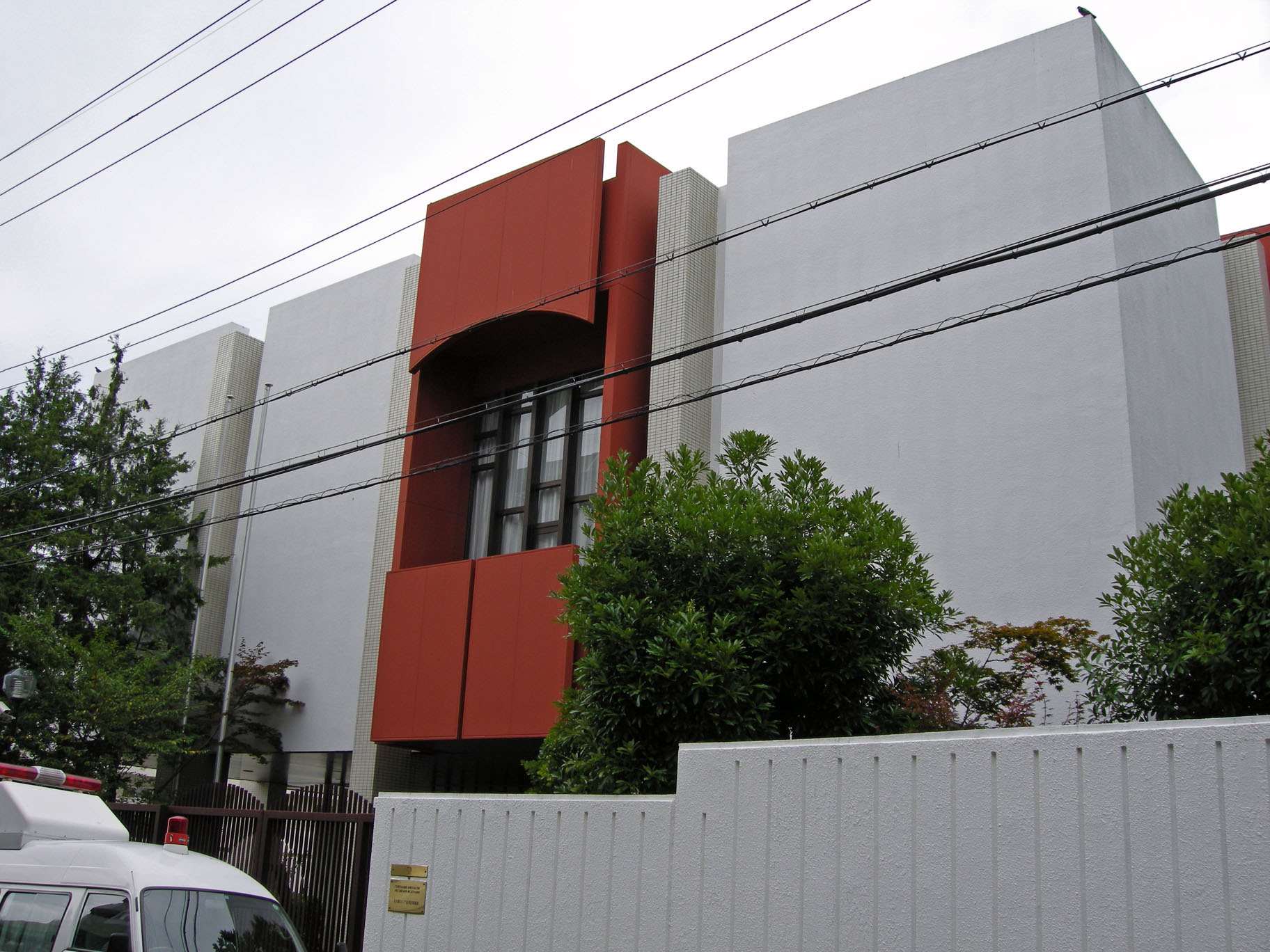
القنصلية الروسية العامة في أوساكا.

- تايوان (مكتب تايبيه الاقتصادي والثقافي في أوساكا)
- تايلاند
- المملكة المتحدة
- الولايات المتحدة
- فيتنام

سابورو
- أستراليا (القنصلية)
- الصين
- روسيا
- كوريا الجنوبية

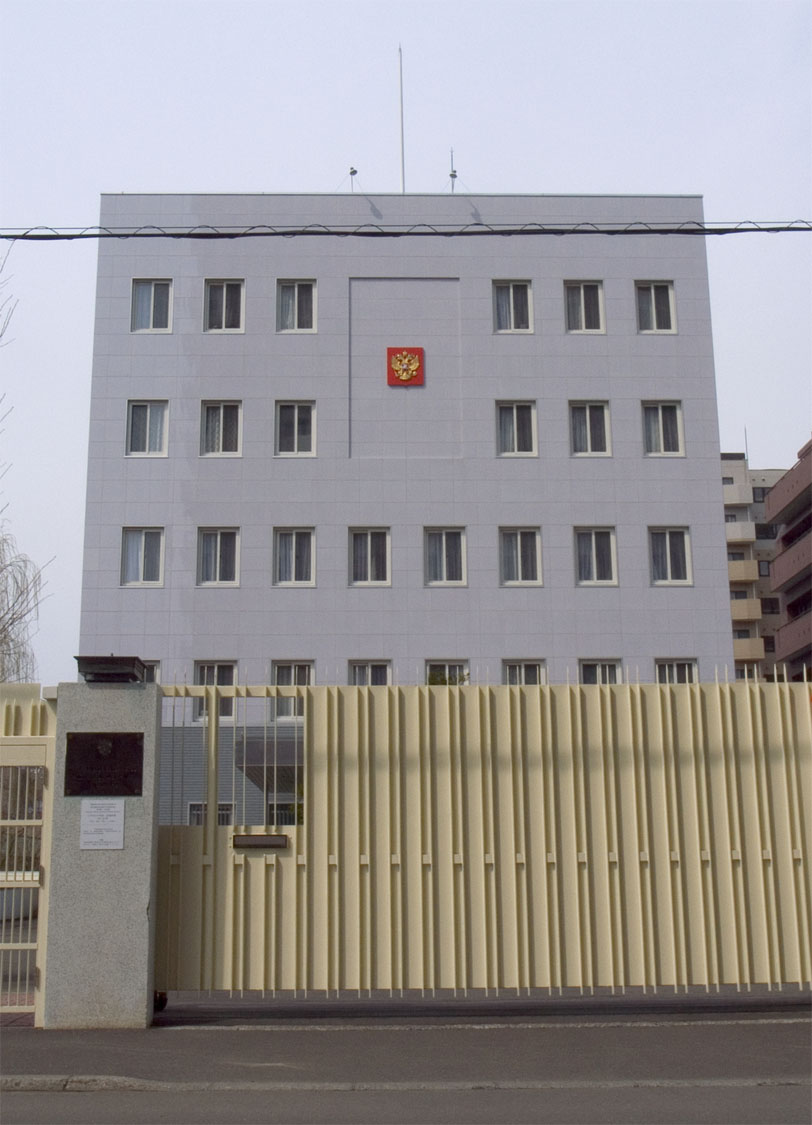
القنصلية الروسية العامة في سابورو.

- تايوان (فرع سابورو، مكتب الممثل الاقتصادي والثقافي في تايبيه في اليابان)
- الولايات المتحدة

سينداي
- كوريا الجنوبية

يوكوهاما
- كوريا الجنوبية
- تايوان (فرع يوكوهاما، مكتب تايبيه الاقتصادي والممثل الثقافي في اليابان)

## سفارات غير مقيمة
مقيمة في بكين، الصين :
| - بوروندي - جمهورية إفريقيا الوسطى - تشاد | - قبرص - غينيا الاستوائية - غينيا بيساو | - مالطا - النيجر - سيشل |

عواصم أخرى:
| - جزر البهاما (ناسو) - باربادوس (جنيف) - بوتان ( نيودلهي) - دومينيكا (روسو) - سوازيلاند (كوالا لامبور) | - غيانا (مدينة نيويورك) - كيريباتي (تايبيه) - موريشيوس (كانبيرا) - سيراليون (سيول) - سانت كيتس ونيفيس (باسيتير) - ترينيداد وتوباغو (نيودلهي) |

## السفارات السابقة
- تشاد
- الصومال

## روابط خارجية
- قائمة السفارات والقنصليات والمنظمات الدولية في اليابان

ّّ